# Salmiak (minerál)
Salmiak (Agricola, 1546), chemický vzorec NH4Cl (chlorid amonný), je krychlový minerál. Název pochází z řeckého άλας άμμωνιακός, alas ammóniakos („sůl Ammónova“), byl totiž znám již ze starého Egypta.

## Vznik
Doprovází vulkanickou činnost, guánová ložiska, hořící uhelné haldy.

## Morfologie
Tvoří obvykle zaoblené krystaly buď samostatně nebo v drúzách. Krystaly, zvláště umělé, jsou často jednosměrně vyvinuté (monstrózní) a mají pak vzhled šesterečný, čtverečný, kosočtverečný až asymetrický. Jednotlivé krystaly mohou dosáhnout v přírodě velikosti až 5 cm. Také tvoří zrnité kůry a povlaky, nálety složené z drobných stalaktitů, bývá zemitý a práškovitý. Na hořících uhelných haldách často vytváří rovnoběžně vláknité agregáty a shluky rovnoběžných vláken, na jejichž koncích narůstají izometrické krystaly.

## Vlastnosti
- Fyzikální vlastnosti: Tvrdost 1-2, hustota 1,5-1,6 g/cm³, je plastický, dá se krájet. Lom lasturnatý, štěpnost dokonalá podle {100}, nedokonale podle {111},
- Chemické vlastnosti: Složení: NH4 33,72%, Cl 66,28%. Před dmuchavkou snadno a úplně vyprchá bez tavení za tvorby dýmů. Rozpouští se ve vodě, při zahřátí se sodou a kyselinami vzniká amoniak.
- Optické vlastnosti: Barva: bezbarvý, vlivem příměsí bývá zbarven do žluta, červena až hněda, vryp bílý, lesk skelný, průhledný.
- Jiné vlastnosti: Má palčivě slanou chuť. Po mechanické deformaci se někdy objeví slabý dvojlom.

## Parageneze
- síra (fumaroly); realgar, auripigment, síra, mascagnit, čermíkit (hořící uhelné haldy)

## Využití
Praktické využití minerál nemá.
Průmyslově se využívá uměle připravený chlorid amonný, například jako tzv. salmiak na letování na čištění hrotů páječky. Teplem se rozkládá na chlorovodík a čpavek, který hrot páječky čistí nejen mechanicky, ale i chemicky.

## Naleziště
Lokální výskyt
- Česko
  - Čechy: hořící haldy uhelných revírů - Bečkov u Trutnova, Kladno, Lampertice u Žacléře z haldy dolu Eliška, Radvanice u Trutnova krystalické kůry i drúzy dobře vyvinutých krystalů až 15 mm velkých z haldy dolu Kateřina
  - Morava: Bzenec, Oslavany – býval hojný až v 1 cm velkých krystalech, Zastávka – v bílých drúzách v lokalitě U bítešské silnice
  - Slezsko: na Ostravsku z Doubravy, Karviné, Lazů, Petřkovic, Poruby (obec Orlová)
- Itálie – zejména ze sopek (Etna, Stromboli, Vesuv)
- Rusko – hořící haldy v Čeljabinsku (Ural)